# Boris Wladimirowitsch Ryzarew
Boris Wladimirowitsch Ryzarew (russisch Борис Владимирович Рыцарев; * 30. Juni 1930 in Moskau, Sowjetunion; † 25. November 1995 in Moskau, Russland) war ein sowjetisch-russischer Filmregisseur und Drehbuchautor.

## Leben
Boris Wladimirowitsch Ryzarew studierte von 1950 bis 1952 an der Theaterhochschule „M. S. Schtschepkin“. Das Regiestudium schloss er 1958 unter der Leitung von Sergei Iossifowitsch Jutkewitsch am Gerassimow-Institut für Kinematographie ab. Sein erster international vertriebener Film war das 1959 veröffentlichte Geschichtsdrama Die Neunzehn. Nach Aladins Wunderlampe konzentrierte sich Ryzarew, mit Ausnahme der Jugenddramen Огоньки (Ogonki, 1972) und Имя (Imja, 1988), ausschließlich auf weitere Märchenverfilmungen.
Ryzarew war zunächst für Moldowa-Film (1958–1960) und Mitte der 1960er Jahre kurzzeitig für Belarusfilm tätig, ehe er zum Gorki Filmstudio wechselte. Sein Schaffen als Regisseur umfasst 17 Werke, vier davon sowie Witali Tschetwerikows Kurzfilm Не плачь, Алёнка (Ne platsch, Aljonka, 1962) entstanden auf Grundlage seiner Drehbücher.
Für Die Prinzessin auf der Erbse nach Hans Christian Andersen erhielt er 1977 bei den Internationalen Filmfestspielen von Venedig einen Sonderpreis "für kreative Bemühungen zur Entwicklung des Märchengenres". Noch im Jahr seines Todes wurde ihm der Titel Verdienter Künstler der Russischen Föderation verliehen.
Ryzarew war mit Tatjana Anatoljewna Ryzarewa (1939–2013) verheiratet. Er starb 65-jährig und wurde auf dem Miusskoje-Friedhof, Abschnitt 4, in Moskau beigesetzt.

## Filmografie (Auswahl)
- 1958: Die Neunzehn (Junost naschich otzow) (auch Drehbuch)
- 1959: Ataman Kodr
- 1967: Aladins Wunderlampe (Wolschebnaja lampa Aladdina)
- 1969: Die schöne Wassilissa (Wesjoloje wolschebstwo)
- 1975: Iwan und Marja (Iwan da Marja)
- 1977: Die Prinzessin auf der Erbse (Prinzessa na goroschine)
- 1979: Das Geschenk des schwarzen Zauberers (Podarok tschjornogo kolduna)
- 1979: Der Gaukler und das Mädchen (Wosmi menja s soboi) (auch Drehbuch)
- 1981: Die Eisfee (Ledjanaja wnutschka) (auch Drehbuch)
- 1984: Der Lehrling des Medicus (Utschenik lekarja)
- 1986: Auf der goldenen Treppe saßen… (Na slatom krylze sideli...) (auch Drehbuch)
- 1992: Emelya und der Zauberfisch (Emelja-durak)